# Seelie
Seelie, tedy „požehnaní, blažení, šťastní“, je termín pro víly ve skotském folklóru, který odkazuje na jejich blahovolnou povahu. Často se objevují za soumraku v elegantních průvodech a přes svou mírnou povahu se tvrdě mstí za křivdy a urážky. Člověku nepřátelské a ošklivé víly jsou naproti tomu označovány opačným výrazem unseelie. Pojem je příbuzný staroseverskému saell „šťastný“, stejný původ mají nejspíše různá vlastní jména pro víly jako Sil, Silly, Sal a Sally. Obdobné představy o dvou skupinách víl či podobných bytostí se objevují i jinde, v Irsku byli známí dobří a zlí sídhe, v Německu dobří a zlí koboldi, ve Skandinávii světlí álfové a vedle nich temní a černí álfové. Jako o „dobrých lidech“ či „dobrých lidech“ se o vílách a elfech, vedených královnou víl, zmiňovali i obvinění ve skotských čarodějnických procesech. „Dobří lidé“ figurují i v představách o „Dianině společnosti“ ve středověké jižní a západní Evropě.
Duchovní autorka Patricia Monaghan zmiňuje podání, podle kterého Seelie Court, „požehnaný dvůr“, žehnal poutníkům na velké svátky Beltainu a Samhainu. Unseelie Court, „nemístný, nesvatý dvůr“, naproti tomu spojuje s divokým honem a únosy smrtelníků.